# María Belo
María Belo (ur. 27 kwietnia 1938 w Lizbonie) – portugalska polityk, psycholog i działaczka feministyczna, parlamentarzystka krajowa, od 1988 do 1994 posłanka do Parlamentu Europejskiego II i III kadencji.

## Życiorys
Pochodzi z konserwatywnej rodziny katolickiej, urodziła się jako jedna z dziewięciorga rodzeństwa. W 1964 ukończyła studia psychologiczne na Université catholique de Louvain, na którym następnie pracowała. W trakcie studiów przez rok przebywała również w Angoli, gdzie przeprowadzała badania. Od 1968 do 1974 mieszkała w Paryżu, gdzie kształciła się w zakresie psychoanalizy i współpracowała z Jacques'em Lacanem. W 1974 ostatecznie powróciła do Portugalii. Doktoryzowała się w dziedzinie psychoanalizy i kultury portugalskiej na wydziale nauk społecznych i humanistycznych Universidade Nova de Lisboa, gdzie została nauczycielem akademickim. Pracowała jako psychoanalityk, została współzałożycielką portugalskiego centrum psychoanalizy. Założycielka organizacji feministycznej Associação para a Cooperação Entre os Povos. W 1982 powołała pierwszą w kraju lożę masońską dla kobiet pod nazwą „Unidade e Mátria”, w 2004 została wielkim mistrzem Wielkiej Loży Żeńskiej Portugalii. Napisała książki poświęcone relacjom dzieci z matką, a także roli kobiet w życiu politycznym i społecznym. Publikowała również liczne teksty dotyczące nauki i polityki.
W 1979 została członkiem Partii Socjalistycznej, objęła funkcję sekretarza lizbońskich struktur ugrupowania i członka krajowego komitetu politycznego. Zasiadała w Zgromadzeniu Republiki. W 1986 jako pierwsza oficjalnie wysunęła postulat wprowadzenia parytetów wyborczych dla płci w ramach swojej partii, od lat 70. działała też na rzecz depenalizacji aborcji.
W 1987 po raz pierwszy kandydowała do Parlamentu Europejskiego, mandat objęła 1 marca 1988 w miejsce Jorge Campinosa. W 1989 uzyskała reelekcję. Przystąpiła do frakcji socjalistycznej. Była wiceprzewodniczącą Komisji ds. Rozwoju i Współpracy (1989–1994) i członkiem Komisji ds. Praw Kobiet oraz delegatką do Wspólnego Zgromadzenia Porozumienia między państwami Afryki, Karaibów i Pacyfiku oraz Europejskiej Wspólnoty Gospodarczej. W 2014 wsparła kandydaturę Rui Tavaresa i jego partię LIVRE w wyborach do Parlamentu Europejskiego (wciąż pozostając członkiem PS).